# 呛辣校园俏女生
呛辣校园俏女生是在《飒漫画》出品的漫画，全4册。讲的是富家大小姐朱珠在第一话被林小多误打，随后为报复林小多隐藏身份进入林小多的班级。原名叫非常女生，作者刘飒，2007年在《漫画派对》连载。后载于《飒漫画》。